# Cynoglossus zanzibarensis
Cynoglossus zanzibarensis es una especie de pez de la familia Cynoglossidae en el orden de los Pleuronectiformes.

## Distribución geográfica
Se encuentran desde las  costas de Kenia hasta Sudáfrica.